# Bradlea frutescens
Bradlea frutescens là một loài thực vật có hoa trong họ Đậu. Loài này được (L.) Britton mô tả khoa học đầu tiên năm 1901.